# A rendcsinálók
A rendcsinálók (The Regulators) Stephen King amerikai író 1996-ban, eredetileg Richard Bachman álnéven megjelent regénye, a Rémület a sivatagban című mű "párregény"-e. Magyarul először az Európa Könyvkiadónál jelent meg a regény, Bihari György fordításában, 1997-ben.

## Cselekmény
|  | Alább a cselekmény részletei következnek! |

A rendcsinálókat a "párregény" nélkül is lehet érteni, de sokkal érdekesebb, ha az ember mindkét művet elolvassa. Igaz, ha így tesz, sok kérdés is felvetődik.
A rendcsinálók, amely ez idáig az utolsó Bachman-regény, az Ohio állambeli Wentworth-ben játszódik. Ezt a helyet már a Rémület a sivatagban című alkotásból is ismerhetjük. Jó néhány jól ismert szereplővel találkozhatunk, köztük John Marinville-el, Collie Entragiannal, Audrey Wylerrel és másokkal, de néhányan nem azok, akik vagy amik a Rémület a sivatagban című regényben: például fiatalabbak vagy idősebbek, vagy más a foglalkozásuk.
Ismét csak találkozunk egy kisfiúval, akit azonban ezúttal nem David Carvernek, hanem Seth Garinnek hívnak. Seth-nek, aki autista, két kedvenc tévéműsora van, a MotoZsaruk 2200 és A rendcsinálók. Most úgy tűnik, hogy e két műsor néhány szereplője Wentworth-ben garázdálkodik. Wentworth pedig lassan egy másik jól ismert kisvárossá kezd átalakulni: Desperationné. Senki sem tudja igazán, mi is történik, de az emberek hamar rájönnek, hogy a titok nyitja nem más, mint Seth. És persze Tak, akinek ebben a regényben is fontos szerep jut.
A rendcsinálók című művet és a mögötte meghúzódó koncepciót nem könnyű megérteni. Nem elég, hogy néhány szereplő nem az, aki a "párregény"-ben, de Taknak is más a jellege, mint a Rémület a sivatagban című műben. Ha még hozzátesszük, hogy mindkét regény nagyjából ugyanakkor, 1996-ban játszódik, már-már teljesen összezavarodhatunk.
Gyakorlatilag két lehetséges válasz képzelhető el a felvetődő kérdésekre: egyrészt az, hogy a szerző két nagyon hasonló forgatókönyvet két különböző módon dolgozott ki regényként – ráadásul két különböző név alatt. Másrészt pedig, hogy mindkét regény párhuzamos világban játszódik. Ez utóbbi gondolatot látszik alátámasztani az a tény, hogy A rendcsinálók vége felé egy „a mienktől teljesen eltérő létsík”-ról van szó.
|  | Itt a vége a cselekmény részletezésének! |

## Magyarul
- Richard Bachman: A rendcsinálók; ford. Bihari György; Európa, Bp., 1997